# (7022) 1992 JN4
(7022) 1992 JN4 (1992 JN4, 1981 UJ14, 1985 SE5, 1993 OO, 1994 UB3) — астероїд головного поясу, відкритий 2 травня 1992 року.
Тіссеранів параметр щодо Юпітера — 3,362.